# Maurice Elvey
Maurice Elvey (11 de novembro de 1887 – 28 de agosto de 1967) foi o mais prolífico cineasta na história britânica. Ele dirigiu cerca de 200 filmes entre 1913 e 1957. Durante a era do cinema mudo, ele dirigiu cerca de vinte filmes por ano. Entre seus filmes, podemos citar Um Romance em Flandres e A Romance of Wastdale.